# Айхштеген
Айхштеген (нім. Eichstegen) — громада в Німеччині, знаходиться в землі Баден-Вюртемберг. Підпорядковується адміністративному округу Тюбінген. Входить до складу району Равенсбург.
Площа — 14,24 км2. Населення становить 542 ос. (станом на 31 грудня 2020).